# 만코 고젠
만코고젠/만고고젠(일본어: 満功御前 まんこうごぜん/まんごうごぜん[*])은 헤이안 시대 말기부터 가마쿠라 시대 초기의 여성이다. 일반적으로는 소가 형제의 생모로 알려져있지만, 만코라는 인물이 누구를 지칭하는가에 대해서는 이설이 많다.

## 소가 형제의 어머니
소가 형제의 전승을 잘 전하고 있는 『소가모노가타리』에는 형제의 생모인 카와즈 스케야스 (스케미치)의 아내 (카와즈노뇨보(河津の女房)/소가노뇨보(曾我の女房))가 등장한다. 그녀는 스케야스의 큰숙부인 쿠도 모치미츠의 손녀로, 스케야스에게 시집가기 전에 이즈노카미 미나모토노 나카츠나의 모쿠다이ㆍ사에몬노죠 나카나리라는 인물에게 시집와, 1남 1녀를 낳았으나, 나카나리가 귀경하자, 모치미츠에 의해 이즈에 머물다 스케야스에게 시집갔다.
카와즈 스케야스와의 사이에서 스케나리ㆍ토키무네와, 스케야스 사후에 태어난 셋째 아들이 있다. 그녀는 스케야스가 쿠도 스케츠네에 의해 살해당하자, 아버지의 원수를 갚으라고 어린 형제에게 당부하고, 갓 태어난 유복자를 스케야스의 동생 이토 스케키요에게 맡겼다. 처음에는 출가하려고 생각했으나, 시아버지 이토 스케치카의 설득에 따라, 스케야스의 사존인 소가 스케노부에게 후처로 시집을 가, 3남을 낳았다. 그 후, 이토씨는 몰락하고, 소가씨는 쿠도씨와 미나모토노 요리토모의 고케닌이 되었다. 그래서, 소가씨에게 폐를 끼치는 복수는 포기하고, 다시 한번 3형제에게 복수하지말라고 하였으나, 결국 형제는 원수를 갚고, 모두 사망하였다. 어머니는 형제를 소가의 땅에 장례를 치렀고, 스케나리의 첩이었던 토라고젠과 함께 그 명복을 기리고, 복수를 한지 7주기가 되는 날에 사망하였다.
『소가모노가타리』에서는 소가 형제의 생모의 이름을 전하고 있지 않지만, 에도 시대 중기 무렵까지는 만코의 이름이 정착된 것같고, 교호 9년 (1724년) 초연의 가부키 『시집 이즈 일기(嫁入伊豆日記)』를 시작으로, 그 이름이 사용되고 있다. 마찬가지로 친부에 대한 기술도 없지만, 역사학자 히시누마 카즈노리는 요코야마당의 요코야마 토키시게로 추정하고 있다.

## 다른 사람 설

### 쿠도 스케츠네의 아내
『소가 모노가타리(曽我物語)』에는 소가 형제의 어머니가 아닌 만코(満功/万劫)가 등장한다. 이토 스케치카는 형 쿠도 스케츠구가 사망할 때, 남겨진 아이인 스케츠네의 후사를 맡기고, 자신의 딸 만코와 결혼시키기로 약속했다. 스케치카는 유언대로 스케츠네와 만코를 결혼시켜 스케츠네를 후견하였으나, 이윽고 스케치카는 스케츠네를 위협으로 여겨, 스케츠네가 교토에 있었 중에, 그 소령을 압수하여 다시 만코를 데려와, 도히 토오히라와 재혼시켜버렸다고 한다.

### 미나모토노 요리토모의 아내
에도 시대 초기에 성립했다고 여겨지는 『히가시오키 군기(東奥軍記)』, 『와가 잇큐 차제(和賀一揆次第)』 등에서는, 만코(満功/万公/万功)는 소가 형제의 어머니가 아닌, 미나모토노 요리토모의 아내로 묘사되고 있다. 원칙적으로, 요리토모가 유배 생활을 하고 있을 무렵, 요리토모는 이토 스케치카의 딸 만코와의 사이에서 아들 하루와카를 낳았다고 한다. 두 사람의 관계를 달가워하지 않은 스케치카는 하루와카를 살해하려 했으나, 실행자들은 그 장래가 안쓰러워, 소가 스케노부와 도모하여 하루와카를 도망시켰다. 후에, 요리토모와 재회한 하루와카에게 소령으로 무츠국 와가군을 주었고, 와가씨의 시조가 되었다고 한다.

## 만코라는 이름의 유래
만코(マンコウ/マンコ)라는 여성을 주축으로 하는 민화ㆍ전승은 각지에서 볼 수 있으며, 모두 젊은 나이에 아이와 헤어진 여성이라는 공통점을 가진다. 예를 들어, 민속학자 사사키 키젠이 『청이초지(聴耳草紙)』에서 소개하는 나가스다 만코(長須田マンコ)는 어린 나이에 자식과 이별하고, 13년의 세월을 거쳐 재회한다는 이야기인데, 한편, 만코가 자식을 위해 염불을 외웠던 저택 터는, 어린 나이에 자식을 잃은 어머니들이 참배하는 장소로 알려졌다고 한다. 만코란 어린 아이의 영혼을 달래는 유행무당이나, 회국 비구니가 모녀 슬픈 이야기의 이야기꾼이 되어, 전파된 명칭으로, 혹은 이들이 만코라고 자칭하거나 소가 형제의 어머니라던가, 이토 스케치카의 딸이라 자칭한 것이 모노가타리문학에 도입된 것으로 생각된다. 